# Trener personalny
Trener personalny, trener osobisty – osoba zajmująca się układaniem indywidualnego zestawu ćwiczeń oraz uczeniem ich prawidłowego wykonywania. Jego rolą jest również motywacja klienta i monitorowanie jego wyników. Współpracując z trenerem personalnym można znacząco skrócić czas niezbędny do uzyskania określonego celu sylwetkowego.
Zawód trenera personalnego sensu stricto nigdy nie był zdefiniowany i regulowany ustawowo. Wraz z wejściem w życie ustawy o sporcie z 25 czerwca 2010 roku (Dz.U. z 2024 r. poz. 1488) działalność rekreacyjna, czyli np. prowadzenie treningów personalnych w fitness klubie, przestała być regulowana. Tytuł zawodowy instruktora rekreacji ruchowej przestał funkcjonować. Od 2010 roku wykonywanie zawodu trenera personalnego nie wymaga uprawnień, skończenia kursu bądź spełnienia dodatkowych kryteriów.